# Хуммельт, Гюнтер
Гю́нтер Ху́ммельт (нем. Günther Hummelt; 21 июля 1931, Инсбрук — 3 июля 2010, Мюнхен) — австрийский кёрлингист, тренер по кёрлингу и спортивный функционер.
Начал заниматься кёрлингом в 1959 в возрасте 28 лет.
В составе мужской сборной Австрии участник чемпионата мира 1984 (заняли десятое место), в составе мужской сборной ФРГ участник чемпионата мира 1967 (заняли седьмое место).
Входил в число основателей нескольких австрийских кёрлинг-клубов, в том числе наиболее известного Kitzbühel Curling Club (Кицбюэль); также был одним из основателей старейшего немецкого кёрлинг-клуба Munchener EV (Мюнхен), в составе команды из которого затем выступал на чемпионате мира в 1967.
В 1980—2010 был президентом Ассоциации кёрлинга Австрии (нем. Österreichischer Curling Verband), занял этот пост при создании Ассоциации кёрлинга Австрии в 1980 и занимал его до своей смерти в 2010.
В 1982 вошел в состав руководства Международной федерации кёрлинга (МФК, как до 1991 называлась Всемирная федерация кёрлинга), был представителем Австрии в ВФК до своей смерти в 2010. В 1988 был избран вице-президентом МФК, в 1990 президентом, после переименования во Всемирную федерацию кёрлинга в 1991 оставался её президентом до 2000. После отставки был удостоен звания первого почётного президента ВФК.
Во время работы в Международной федерации кёрлинга Хуммельт руководил комитетом, который лоббировал продвижение кёрлинга как олимпийского вида спорта, в результате чего Международный Олимпийский комитет в середине 1990-х присвоил кёрлингу такой статус и кёрлинг был впервые включён в программу зимних Олимпийских игр 1998 в Нагано.
В 2012 за выдающийся вклад в развитие мирового кёрлинга посмертно введён в Международный зал славы кёрлинга. В 2000 введён в Зал славы канадского кёрлинга, так же как организатор (англ. builder) международного кёрлинга.

## Команды
| Сезон   | Четвёртый     | Третий          | Второй       | Первый      | Запасной        | Турниры            |
| ------- | ------------- | --------------- | ------------ | ----------- | --------------- | ------------------ |
| ФРГ     |               |                 |              |             |                 |                    |
| 1966—67 | Давид Лампль  | Гюнтер Хуммельт | Оттмар Пебст | Рольф Клуг  |                 | ЧМ 1967 (7 место)  |
| Австрия |               |                 |              |             |                 |                    |
| 1983—84 | Гюнтер Меркер | Роланд Куделка  | Гюнтер Мохни | Эрнст Эггер | Гюнтер Хуммельт | ЧМ 1984 (10 место) |

(скипы выделены полужирным шрифтом)

## Результаты как тренера национальных сборных
| Год  | Турнир                                                   | Сборная               | Место |
| ---- | -------------------------------------------------------- | --------------------- | ----- |
| 2004 | Чемпионат мира по кёрлингу среди юниоров (группа Б) 2004 | Австрия (юниоры муж.) | 7     |
| 2005 | Первенство Европы по кёрлингу среди юниоров 2005         | Австрия (юниоры жен.) | 5     |